# Der Klaviervirtuose
Der Klaviervirtuose ist eine Sammlung von Charles-Louis Hanon, welche insgesamt 60 technische Übungen für Pianisten enthält. Es gilt als sein bekanntestes Werk und wurde im Jahr 1873 in Boulogne-sur-Mer gedruckt.

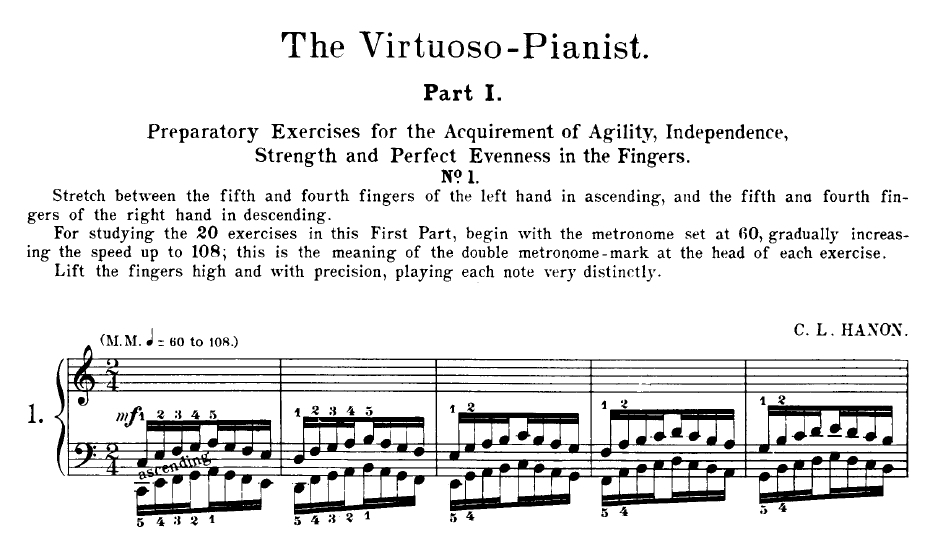
Beginn der ersten Etüde

Zu Lebzeiten des Komponisten waren die 60 Études progressives des Pianiste virtuose als offizielles Studienwerk am Pariser Conservatorium zugelassen. Sie gehören bis heute zu den bekanntesten Übungswerken in der pianistischen Ausbildung. Die Klaviertechnik wird systematisch und in musikalisch einfacher Form präsentiert. Besonderes Gewicht wird auf die Ausbildung der linken Hand und das gleichgewichtige Trainieren aller Finger gelegt.

## Inhalt
Das Buch ist in drei sich steigernde Abschnitte eingeteilt. Der erste Teil umfasst insgesamt 20 Übungen, die als „Vorübungen“ gelten, sodass diese auch von Anfängern gemeistert werden können. Part zwei umfasst die Übungen 21 bis 43, die als „weitere Übungen zur Entwicklung einer virtuosen Technik“ gelten. Die Übungen 44 bis 60 (dritter Abschnitt) dienen als „virtuose Übungen zur Beherrschung der größten technischen Schwierigkeiten“.
Erst wenn die jeweilige Übung beziehungsweise der jeweilige Abschnitt beherrscht wird, sollte man laut Hanon zum nächsten Teil voranschreiten. Diese 60 Übungen sollten idealerweise täglich wiederholt werden. Ausgehend von C-Dur wird für einen Großteil der Übungen eine Transponierung in andere Tonarten empfohlen.

## Verbreitung
Die Sammlung, die auch verbale Anleitungen enthält, wurde in zahlreiche Sprachen übersetzt und wird bis heute als verlegt oder in Sammlungen zusammen mit den vergleichbaren Werken wie dem Opus 599 von Carl Czerny und dem op. 16 von Aloys Schmitt aufgenommen.
Die Übungen wurden in angepasster Form auf andere Instrumente übertragen. So erschien ein Hanon für Gitarre, Banjo und Mandoline in Tabulatur, ein Hanon für Trompete und ein Hanon für Tuba.
Als weitere Modifikationen erschienen Hanons für bestimmte Stilrichtungen, so für den Bereich des Blues, ein Rock Hanon, ein weiterer für lateinamerikanische Salsa-Musik sowie zwei Ausgaben unterschiedlichen Schwierigkeitsgrades für den Bereich Jazz. Auch der Hanon für Bassgitarre ist zugleich auf die entsprechenden Stilbereiche konzentriert, in denen das Instrument vorkommt.
Bei Youtube finden sich zahlreiche eingespielte Tonbeispiele der Übungen für Klavier, in verschiedenen Tempi, teilweise mit Anleitungen und teilweise mit mitlaufendem Notentext sowie für die anderen Instrumente und Stilrichtungen, für die Notenausgaben erschienen sind.

## Kritik
Kritisch werden die ursprünglichen Übungen von einigen Experten wie Philippe Cassard betrachtet, da diese als zu trocken bezeichnet werden. Die Übungen seien zu reduktiv, mechanisch, weshalb sie eine hemmende Wirkung hätten.